# Doppio concerto
Doppio concerto (Dubbelkonsert) är en dubbelkonsert för oboe och harpa av den tyske kompositören Hans Werner Henze. Den färdigställdes och uruppfördes i Zürich 1966 och publicerades av musikförlaget Schott Music.

## Historia
Henzes dubbelkonsert beställdes av Paul Sacher och hans Collegium Musicum Zürich och är tillägnad honom och hans fru Maya Sacher, liksom Henzes Sonata per archi. Konserten skrevs för oboisten Heinz Holliger och hans fru, harpisten Ursula Holliger. Den var färdig 1966 och uruppfördes den 2 december 1966 av Holligers som solisterna och Sacher dirigerade sin Collegium Musicum Zürich. Den publicerades så småningom av Schott Music.

## Struktur
Konserten är i en sats med en sammanlagd längd på cirka trettio minuter. Den är uppdelad i en ABA1-struktur, med en extra coda baserad i B, som påminner om strukturen i Bartóks tredje stråkkvartett. I inspelningar är spåren vanligtvis uppdelade enligt denna struktur:
- Del A börjar vid takt 1, märkt ♩ = c. 112, med oboen som presenterar temat som ska vidareutvecklas i avsnittet.
- Del B börjar vid takt 252, märkt Andante, med en långsammare och mörkare ton, och slutar med en kadens framförd av harpan.
- Del A1 börjar vid takt 386, efter att kadensen är klar, och huvudtemat citeras flera gånger under detta avsnitt. Den är märkt ♩ = 80 och har en kort kadens av oboen.
- Codan börjar vid takt 558, märkt Andante, och är den kortaste delen i konserten. Tonen är återigen mörk och rytmiskt enklare.

Eftersom detta är ett konsertant stycke innehåller det många tekniska utmaningar, såsom dubbla harmonier, fladder-tungspel, mikrotonsglissandi och så kallad cirkulationsandning, en teknik som var ganska ny vid den tiden. För Henze är det viktigt att ha en dekorativ kontrast i instrumentering som harpa, eftersom "den distinkta oboetimbren kan utmatta lyssnaren om den överdrivs". Konserten är komponerad för de två solisterna, oboe och harpa, och en stråksektion bestående av 18 solister, åtta violiner, fyra viola, fyra celli och två kontrabasar.

## Inspelningar
- Både beställarna och de ursprungliga solisterna spelade in stycket i juli 1968. Inspelningen släpptes av Deutsche Grammophon.[4]
- Hans Werner Henze dirigerade Concertgebouworkestern och spelade in stycket med solisterna Heinz och Ursula Holliger den 27 oktober 1968.[5]